# Caecocaelus ruandanus
Caecocaelus ruandanus is een keversoort uit de familie van de loopkevers (Carabidae). De wetenschappelijke naam van de soort werd voor het eerst geldig gepubliceerd in 1952 door Stefano Ludovico Straneo.